# Johanna von Bayern (1362–1386)

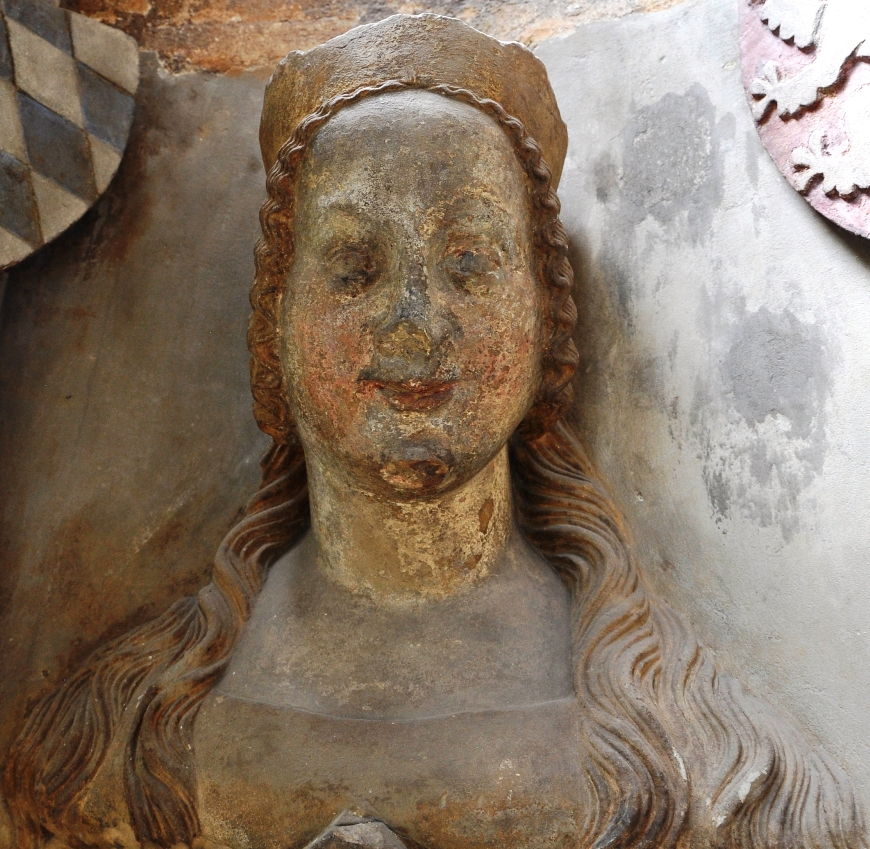
Johanna von Bayern

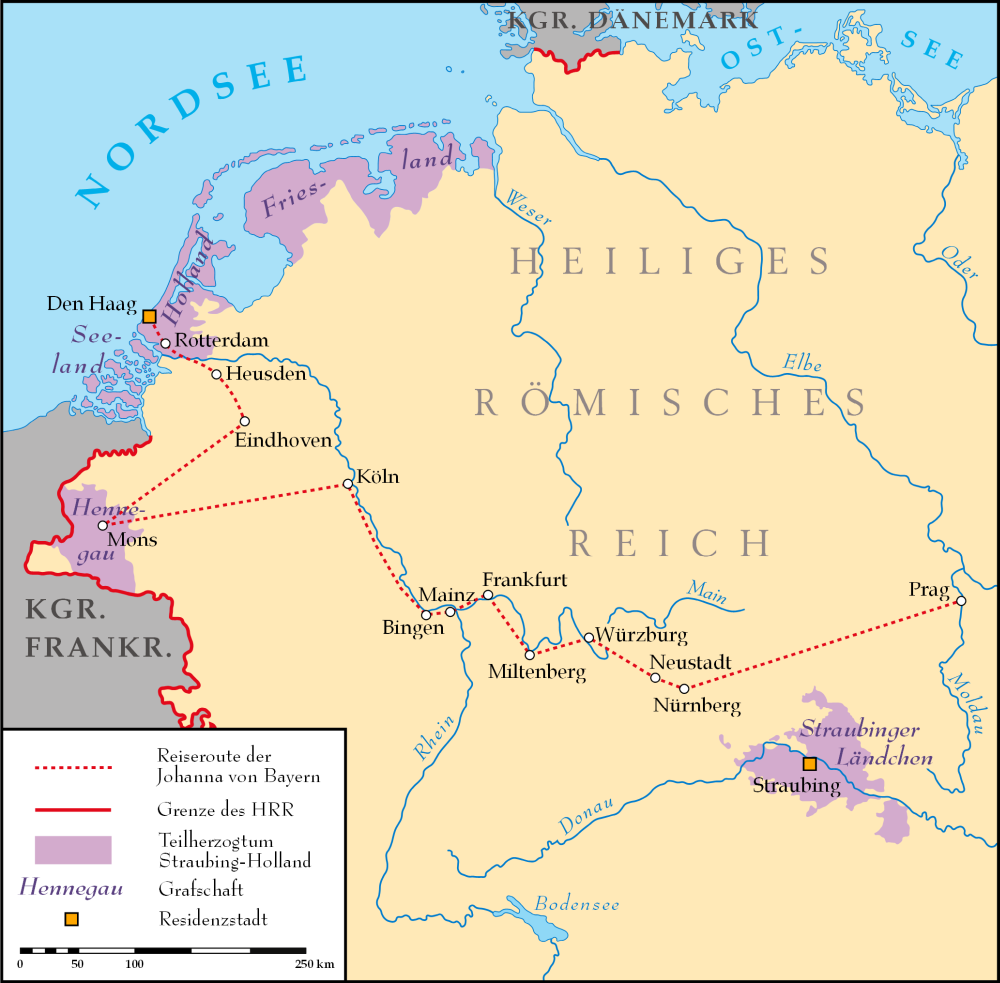
Reiseroute Johannas zu Wenzel im Jahre 1370

Johanna von Bayern (* 1362 vermutlich in Den Haag; † 31. Dezember 1386 in Prag) war die zweitälteste Tochter Herzog Albrechts I. von Straubing-Holland. Sie heiratete 1370 im Alter von acht Jahren den späteren böhmischen König und römisch-deutschen König Wenzel von Luxemburg, der damals neun Jahre alt war.
Johanna reiste am 23. August 1370 gemeinsam mit ihren Eltern von Den Haag über Rotterdam, Köln, Mainz und Würzburg nach Nürnberg. Als Geschenke führten sie Räucheraale und Salzheringe mit. Am 18. September wurde Johanna in Nürnberg den Vertretern des böhmischen Königs und römisch-deutschen Kaisers Karl IV. übergeben.
Während ihre Eltern sich auf den Weg in ihre niederbayerische Residenz Straubing machten, wurde Johanna nach Prag gebracht. Nachdem Karl am 21. September in Marseille eine päpstliche Dispens wegen der engen Verwandtschaft der Eheleute erreicht hatte, fand acht Tage später ein symbolisches Beilager statt. Tatsächlich vollzogen wurde die Ehe schließlich 1376 in Prag. Sie hielt bis zum Tod Johannas am 31. Dezember 1386, blieb aber wie die andere Ehe Wenzels kinderlos. Johanna starb an den Folgen eines Angriffs eines Jagdhundes ihres Mannes und wurde im Zisterzienserkloster Königsaal bei Prag beigesetzt.
Wenzel heiratete am 2. Mai 1389 Johannas Nichte zweiten Grades Sophie von Bayern.